# Anemplocia
Anemplocia là một chi bướm đêm thuộc họ Geometridae.

## Các loài
- Anemplocia flammifera (Warren, 1905)
- Anemplocia grandis (Druce, 1911)
- Anemplocia imparata Walker, [1865]
- Anemplocia melambathes Prout, 1923
- Anemplocia meteora Dognin, 1911
- Anemplocia scalpellata Dognin, 1911
- Anemplocia splendens (Druce, 1885)